# Tabanus angustipalpis
Tabanus angustipalpis är en tvåvingeart som beskrevs av Schuurmans Stekhoven 1926. Tabanus angustipalpis ingår i släktet Tabanus och familjen bromsar. Inga underarter finns listade i Catalogue of Life.